# Skilly Peak
Der Skilly Peak ist ein markanter, felsiger und rund 1050 m hoher Berg an der Oskar-II.-Küste des Grahamlands im Norden der Antarktischen Halbinsel. Er ragt 6 km nordöstlich des Shiver Point auf.
Der Falkland Islands Dependencies Survey (FIDS) nahm 1947 und 1955 Vermessungen und beim zweiten Mal auch die Benennung vor. Skilly ist ein englischer Begriff für eine dünne Suppe. Hintergrund dieser Benennung ist, dass den Wissenschaftlern des FIDS 1955 nur reduzierte Nahrungsmittelrationen zur Verfügung standen.